# Comuna Nosivți, Haisîn
Nosivți (în ucraineană Носівці) este o comună în raionul Haisîn, regiunea Vinnița, Ucraina, formată din satele Kosanove și Nosivți (reședința).

## Demografie
Componența lingvistică a satului Nosivți
     Ucraineană (97,92%)
     Rusă (1,85%)
     Alte limbi (0,23%)
Conform recensământului din 2001, majoritatea populației satului Nosivți era vorbitoare de ucraineană (97,92%), existând în minoritate și vorbitori de rusă (1,85%).